# Союз ТМА-13
Союз ТМА-13 — российский пилотируемый космический корабль, на котором осуществлялся сорок третий пилотируемый полёт к международной космической станции. Семнадцатый полёт космического аппарата серии «Союз» к МКС. Экипаж корабля составил восемнадцатую долговременную экспедицию к МКС. В состав экспедиции входил шестой космический турист Ричард Гэрриот.

## Экипаж
Экипаж старта
- (ФКА) Юрий Лончаков (3)[3] — командир экипажа.
- (НАСА) Майкл Финк (2) — бортинженер.
- (НАСА) Ричард Гэрриот (1) — участник полёта.

Экипаж посадки
- (ФКА) Юрий Лончаков
- (НАСА) Майкл Финк
- / (ФКА) Чарльз Симони — седьмой космический турист

Дублирующий экипаж
- (ФКА) Геннадий Падалка (3) — командир экипажа.
- (НАСА) Майкл Барратт (1) — бортинженер.
- (ASRI) Ник Халик[англ.] (1) — участник полёта.

## События

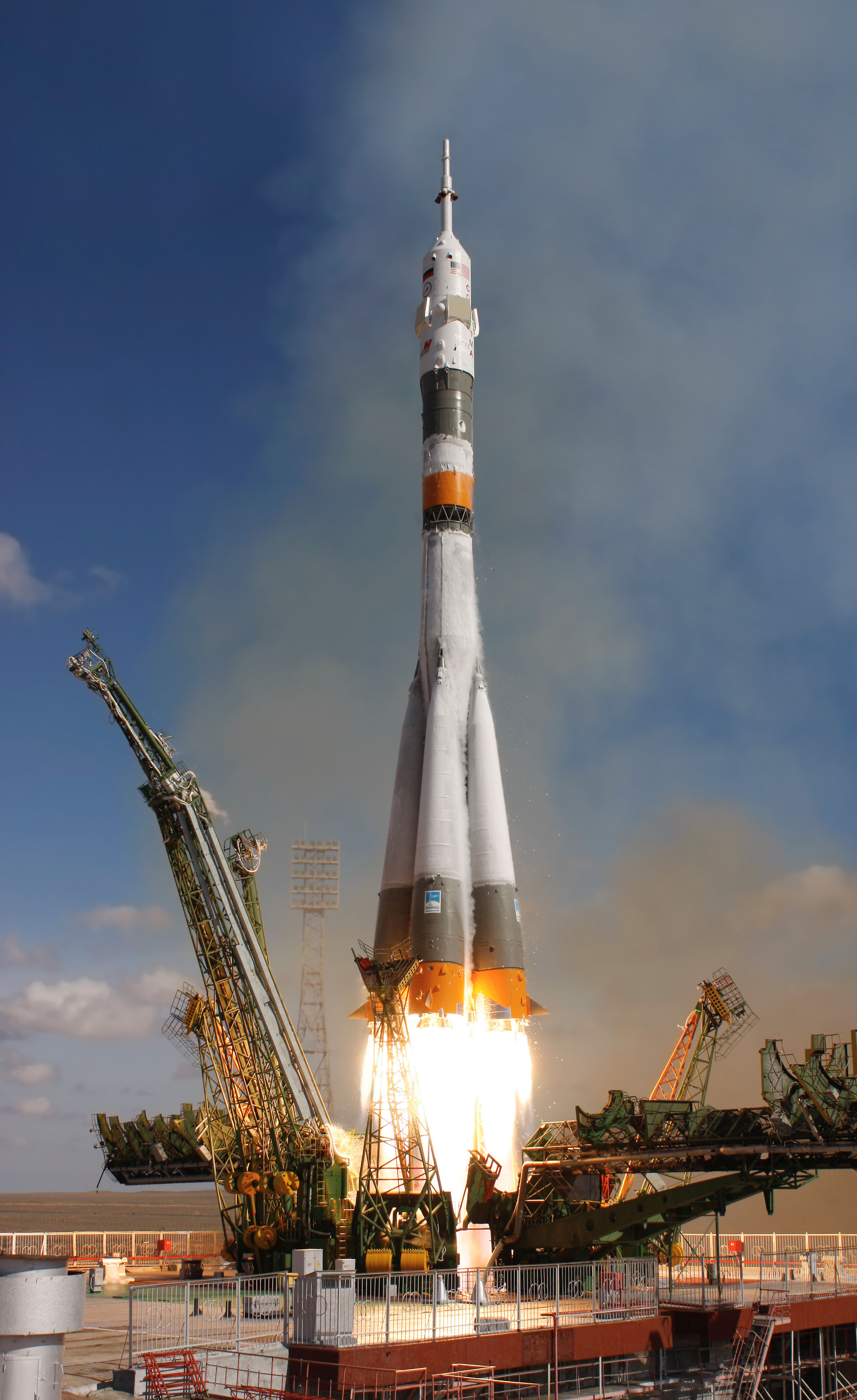
Старт корабля

- 13 февраля 2007 — НАСА объявило составы будущих долговременных экипажей МКС. В том числе упоминался состав ТМА-13: Шарипов, Финк, Гарриот[4].
- 14 апреля 2008 — глава Роскосмоса Анатолий Перминов, сообщил журналистам о возможном переименовании ТМА-13 в ТМА-14[5].
- 7 мая 2008 — по медицинским показателям, из состава экипажа временно выведен Салижан Шарипов.
- 12 октября 2008 — пилотируемый космический корабль «Союз ТМА-13» стартовал с космодрома Байконур в 11 часов 01 минуту (по московскому времени)[6].
- 14 октября 2008 — в 08:26:14 UTC (12:26:14 мск) была осуществлена стыковка корабля с МКС (к стыковочному узлу ФГБ «Заря»).

Во время полета космонавты выполнили два выхода в открытый космос:
- 24 декабря 2008 — космонавты смонтировали научную аппаратуру для европейского эксперимента EXPOSE-R установили на модуле «Звезда» научную аппаратуру для эксперимента «Импульс», а также сняли с СО «Пирс» второй из трех контейнеров «Биориск-МСН».
- 10 марта 2009 — космонавты установили на внешней поверхности служебного модуля «Звезда» аппаратуру для европейского научного эксперимента EXPOSE-R.
- 8 апреля 2009 — в 02:55:30 UTC (06:55 мск) корабль отстыковался от МКС, тормозной импульс был выдан в 06:24 UTC (10:24 мск). В 07:16 UTC (11:16 мск) спускаемый аппарат корабля «Союз ТМА-13» совершил мягкую посадку северо-восточнее города Джезказгана в Казахстане[7].

## «100-й пилотируемый полёт Союза»
По данным Роскосмоса, за период с 1967 года по настоящее время на околоземную орбиту под наименованием «Союз» был выведен 101 космический корабль. Из них 97 кораблей использовались в пилотируемом режиме (95 для доставки космонавтов на орбиту и их возвращения на Землю, 1 — только для доставки космонавтов в космос, 1 — только для возвращения на Землю).

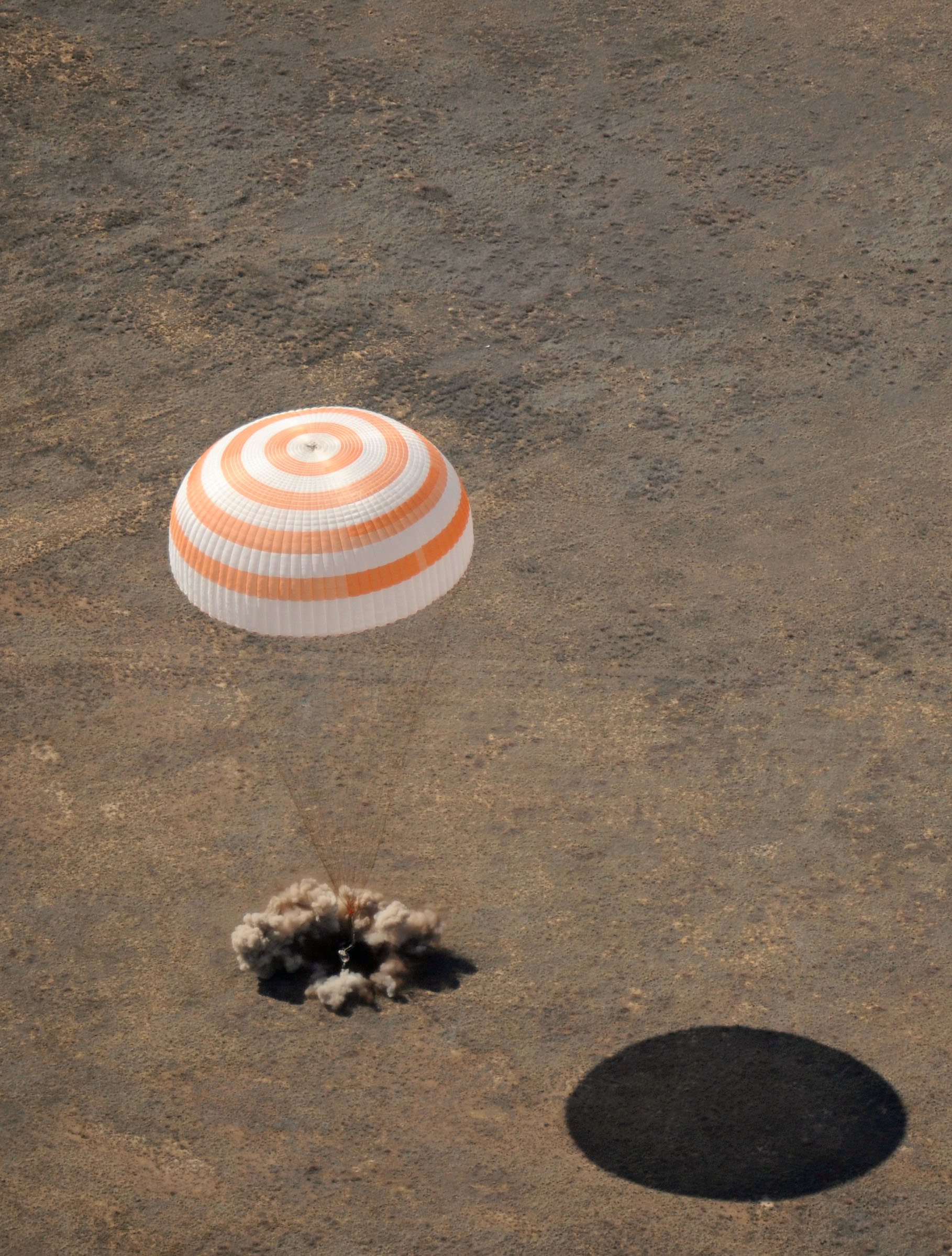
Посадка космического корабля «Союз ТМА-13». 8 апреля 2009 года, Казахстан